# Nonio
Nonio ist eine Gemeinde am Westufer des Ortasees in der italienischen Provinz Verbano-Cusio-Ossola (VB) in der Region Piemont.

## Lage und Einwohner
Nonio liegt 23 km südwestlich von der Provinzhauptstadt Verbania auf einer Höhe von 476 m ü. M. am Ortasee. Das Gemeindegebiet umfasst eine Fläche von knapp 10 km² und hat 827 Einwohner (Stand am 31. Dezember 2023).
Die Nachbargemeinden sind Cesara, Omegna, Pella, Pettenasco, Quarna Sotto und Varallo Sesia.

### Bevölkerungsentwicklung

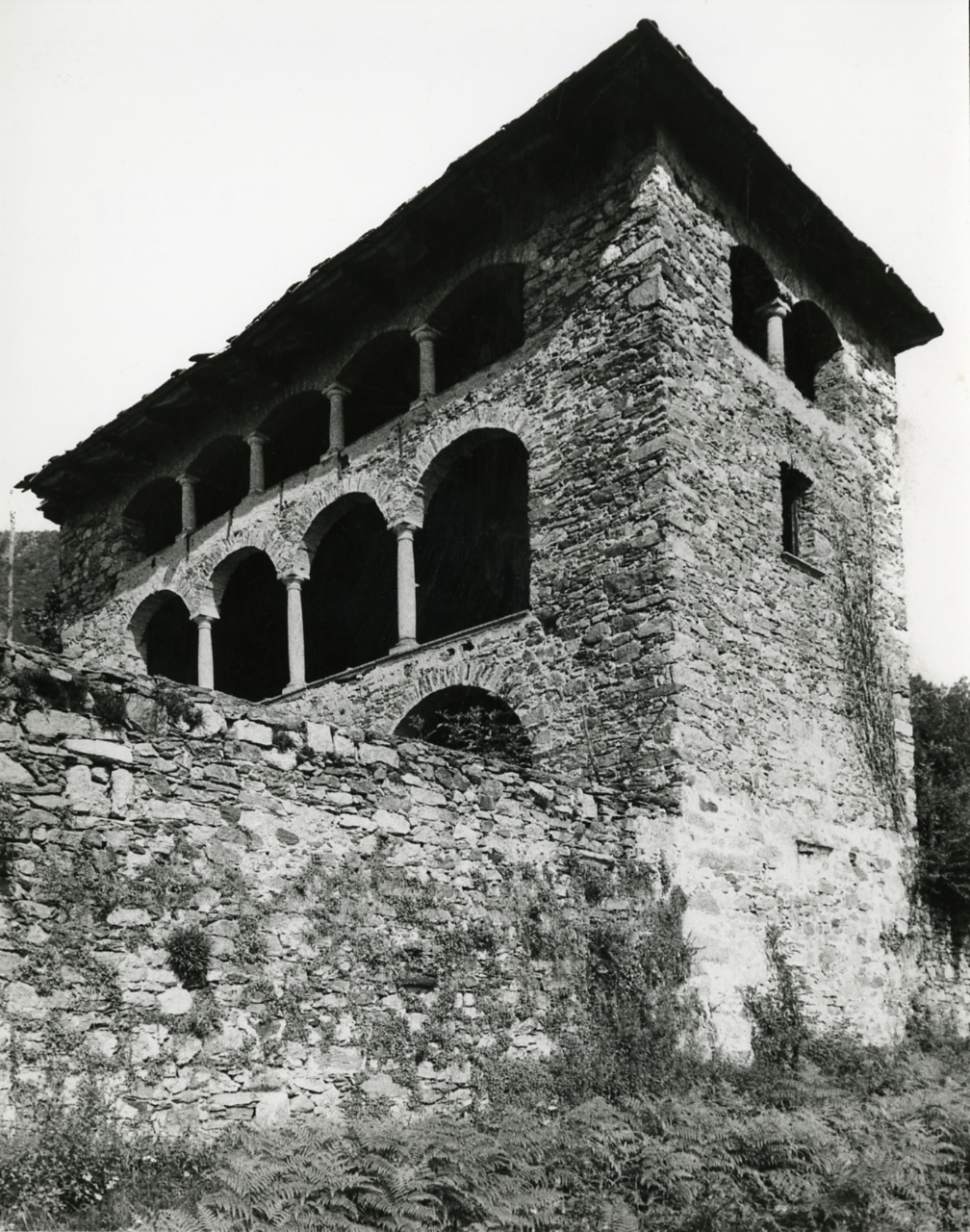
Palast in Nonio

## Geschichte
Die bekannte mittelalterliche Dokumentation verknüpft den Ortsnamen zunächst mit NONUS aus dem Jahr 1195 und dann mit GNONIUS aus dem Jahr 1220. Einige Gelehrte erkennen darin die Abhängigkeit von einem römischen Adligen Nonius, der in ganz Norditalien weit verbreitet war. Es gibt nur wenige Informationen über seine frühen Ereignisse. Es ist bekannt, dass die Entdeckung einiger archäologischer Funde bis ins 1. Jahrhundert v. Chr. zurückreicht. und das 4. Jahrhundert n. Chr. konnte belegen, dass der Ort bereits zur Römerzeit bedeutende und organisierte menschliche Siedlungen beherbergte. Seine Bedeutung wuchs im Mittelalter, als sein Gebiet zum Lehen von San Giulio d'Orta gehörte.

## Sehenswürdigkeiten

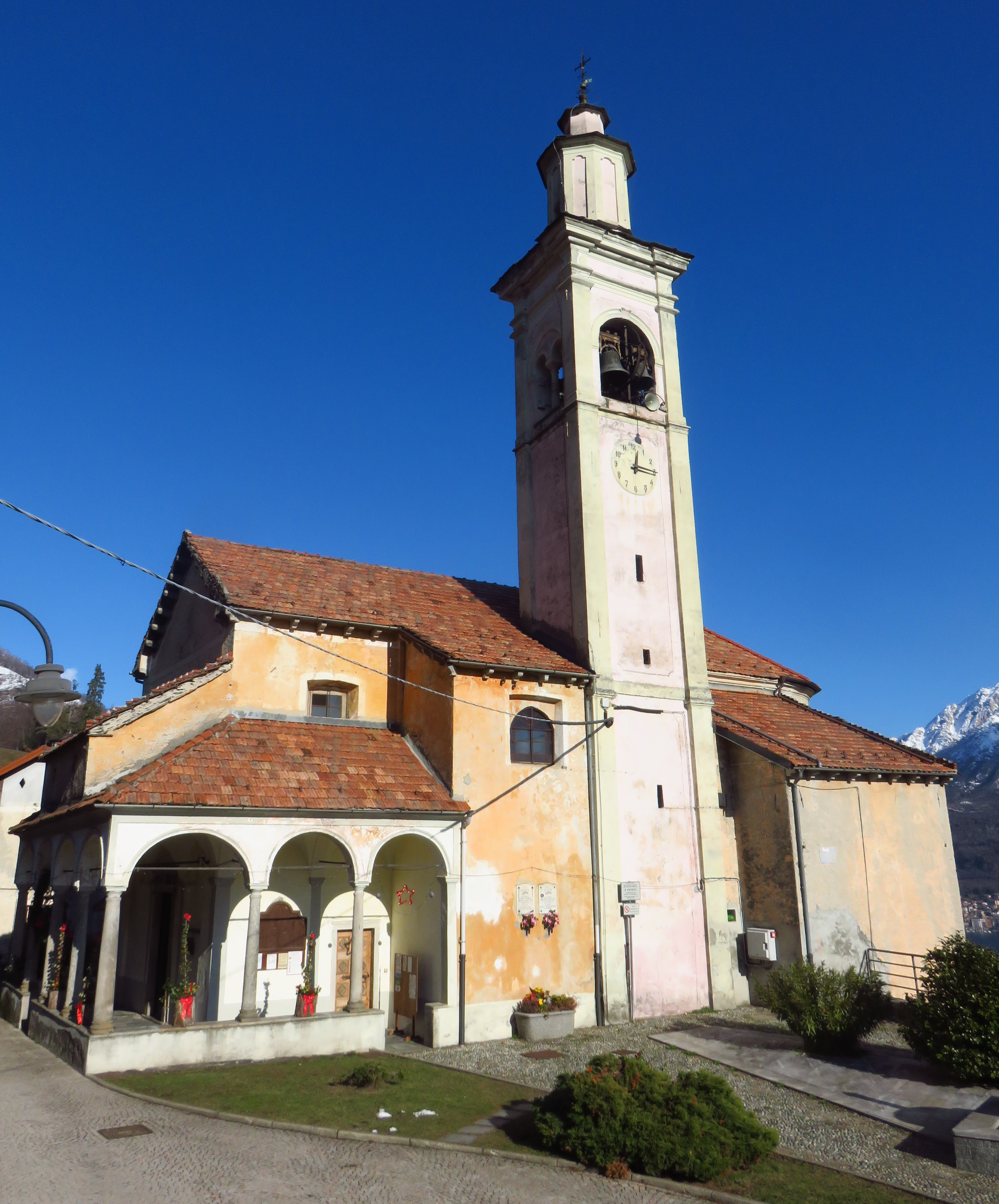
Kirche Sant'Antonio in der Fraktion Brolo

- Die Pfarrkirche San  Biagio von einem eleganten Portikus aus dem ersten 17. Jahrhundert umkreist, an der Fassade befinden sich drei Überreste von Steinskulpturen der früheren romanischen Kirche, zu denen der Glockenturm und das Hauptportal aus grünem Oriamarmor mit kleinen Seitensäulen die auf Löwen ruhen.
- Das Museum für ländliche Traditionen, hier werden alten Handwerke und landwirtschaftlichen Traditionen der Region vorgestellt. Eein guter Einblick in das ländliche Leben der Vergangenheit.

## Industrie
Auf dem Gemeindegebiet gibt es einige Antigorit (Blätterserpentin)-Steinbrüche.